# ضریب کیفیت

پهنای باند ، یا f_{1} تا f_{2}، از یک نوسانگر میرا در نمودار انرژی-بسامد نمایش داده شده است. ضریب کیفیت نوسانگر میرا، یا فیلتر، برابر است با. هرچه Q بیشتر باشد، قله‌ی نمودار باریکتر و تیزتر خواهد بود.

ضریب کیفیت یا کیو فاکتور (به انگلیسی: Q factor) یک شاخص افزاره‌های تشدیدی مانند مدارهای آرال‌سی است. در چنان مدارهایی انرژی به صورت متناوب تبادل می‌شود که این تبادل به علت وجود مقاومت با اتلاف همراه است.
در مکانیک ضریب کیفیت معیاری است برای تلفات انرژی یک تشدیدگر که میرایی مکانیکی را تعیین می‌کند. اگر {\displaystyle \tau } ثابت زمانی تشدیدگر و {\displaystyle f_{0}} بسامد تشدیدگر بدون بار باشد، ضریب کیفیت به صورت زیر تعریف می‌شود:
{\displaystyle Q=\pi f_{0}\tau }
هر چه ثابت زمانی بزرگ‌تر باشد، ضریب کیفیت نیز بزرگ‌تر خواهد بود و تلفات انرژی کمتر است. هر چه فاکتور کیو بیشتر باشد، پاسخ سامانهٔ دارای قله‌ی نوک‌تیزتری خواهد بود که تشخیص آن ساده‌تر است و پایداری فرکانسی بهتری خواهد داشت و نشانه‌ی این است که سامانه به خوبی از محیط اطرافش جداسازی شده و تأثیر عوامل خارجی بر آن کمینه است.
در یک مدار تشدید، ضریب کیفیت برابر است با نسبت بین بیشینه‌ی انرژی ذخیره‌شده و انرژی تلف‌شده در طی یک دورهٔ تناوب و از نسبت بین انرژی ذخیره‌شده در راکتانس سیم‌پیچ به انرژی تلف‌شده در مقاومت به دست می‌آید. سیم‌پیچ‌های رایج دارای ضریب کیفیتی بین ۲۰ تا ۸۰ هستند در حالی که خازن‌ها دارای ضریب کیفیت بسیار بیشتر، در حد چندهزار، هستند.
{\displaystyle Q=2\pi \times {\frac {\mbox{Energy Stored}}{\mbox{Energy dissipated per cycle}}}}
از آنجایی که انرژی تلف‌شده در هر سیکل برابر است با میانگین توان تلف‌شده ضربدر زمان تناوب، ضریب کیفیت را می‌توان به صورت نسبت انرژی ذخیره‌شده در راکتانس به متوسط انرژی تلف‌شده و با استفاده از بسامد زاویه‌ای‌ نیز بیان کرد:
{\displaystyle Q(\omega )=\omega \times {\frac {\mbox{Maximum Energy Stored}}{\mbox{Power Loss}}}}
در یک القاگر و خازن ضریب کیفیت به ترتیب به صورت زیر قابل محاسبه است:
{\displaystyle Q_{L}=\omega _{r}({\frac {{\frac {1}{2}}LI_{m}^{2}}{I^{2}R}})={\frac {\omega _{r}({\frac {1}{2}}LI_{m}^{2})}{(I_{m}/{\sqrt {2}})^{2}R}}={\frac {\omega _{r}L}{R}}={\frac {X_{L}}{R}}}
{\displaystyle Q_{C}={\frac {\omega _{r}({\frac {1}{2}}CV_{m}^{2})}{(I_{m}/{\sqrt {2}})^{2}R}}={\frac {\omega _{r}{\frac {1}{2}}C(I_{m}X_{C})^{2}}{(I_{m}/{\sqrt {2}})^{2}R}}={\frac {\omega _{r}{\frac {1}{2}}CI_{m}^{2}(C/\omega _{r})^{2}}{(I_{m}/{\sqrt {2}})^{2}R}}={\frac {1}{\omega _{r}CR}}={\frac {X_{C}}{R}}}
و بنابراین ضریب کیفیت را می‌توان به صورت نسبت بین راکتانس و مقاومت، یا نسبت بین توان راکتیو (Q) و توان حقیقی (P) نیز تعریف کرد.